# Örley Tamás
Örley Szabolcs Tamás (Budapest, 1934. február 21. – Bern, 2008. július 3.) magyar születésű amerikai kardvívó, golfozó, vegyész. 

## Élete
Az ifjúsági világbajnokságon 1954-ben Cremonában első, 1955-ben Budapesten a harmadik helyen végzett kard egyéniben. 1954-ben a budapesti főiskolai világbajnokságon csapatban második, egyéniben hatodik lett. 1956-ban külföldre távozott. Szerepelt a “This Is Your Life”  Dec. 26, 1956 TV Showban. 1960-ban megnyerte az amerikai kardbajnokságot, majd 1964-ben a tokiói olimpián az amerikai kardcsapat tagjaként a hetedik helyen végzett. Visszavonulása után golfozni kezdett. A rendszerváltás után közreműködött a Magyar Golf Társaság újjáalakulásában, és 1995-ben szövetségi kapitánynak is felkérték.
A Stanford Egyetemen szerzett vegyész diplomát. A Dow Chemical cégnél kezdetben vegyészként dolgozott, majd kereskedelmi területre került, a cég európai képviselője lett. 35 éves sikeres tevékenység után vonult nyugdíjba. Svájcban telepedett le, de sok időt töltött franciaországi nyaralójában is.